# ボビー・ヘブ
ボビー・ヘブ（Bobby Hebb、1938年7月26日 ‒ 2010年8月3日）は、アメリカ人のR&B/ソウル歌手、ピアニスト、作曲家。
1966年のヒット曲「サニー」で知られる。

## 略歴
ロバート・アルヴィン・フォン・ヘブ（Robert Alvin Von Hebb）としてテネシー州ナッシュビルに生まれた。両親のウィリアムとオヴァラは、盲目の音楽家だった。ボビーが3歳、兄のハロルドが9歳の時にナッシュビルで歌とダンスのチームとして活動を始める。
カントリー・ミュージックのプロデューサー、オウエン・ブラッドリーが司会を務めるテレビ番組に出演し、ロイ・エイカフに認められ、エイカフのバンドでスプーンなどの楽器を担当するようになる。その後、ジョニー・ブラッグ・アンド・とマリーゴールズのメンバーとなる。また、ボ・ディドリーの「Diddley Daddy」ではバック・コーラスを担当した。ヘブは、ミッキー&シルヴィアのミッキー・ベイカーの後任となり、アメリカ海軍のジャズ・バンドで西海岸スタイルのトランペットを吹いた。

### 「サニー」誕生
1963年11月28日、ケネディ大統領暗殺事件の翌日、兄ハロルドがナッシュビルのナイトクラブにてナイフの喧嘩で殺された。ヘブは憔悴し、作曲に慰めを求めた。こうして生まれたのが「サニー」である。と言われるが、本人によると、その時はジェラルド・ウィルソンのアルバム『ユー・ベター・ビリーブ・イット!』に癒されたとのことである。
この曲が日本で最初に収録されたのは1965年、弘田三枝子のアルバム『ニューヨークのミコ』（1966年リリース）で、ビリー・テイラー・トリオが伴奏のしっとりとしたバラード調のアレンジであった。
本人による「Sunny」はニューヨークで録音され、1966年にシングル発売。チャート順位は、R&Bで3位、ポップで2位、イギリスで12位。1966年にビートルズとツアーした時、「Sunny」はビートルズのどのシングルよりもBillboard Hot 100で上位につけていた。BMIは「Sunny」を「世紀の100曲」の25位とした。1976年には、ディスコ・バージョンの「Sunny '76」を発表。R&Bチャートで94位を記録している。

### その後
「A Satisfied Mind」が、1966年にポップで39位、R&Bで40位のヒット、「Love Me」が、1967年に84位となったが、総じてヒット曲は少なかった。その後は、ルー・ロウルズの1971年のヒット曲「A Natural Man」をコメディアンのサンディ・バロンと共作するなど、作曲に時間を費やした。「Sunny」の6年前にはロイ・エイカフの「Night Train to Memphis」をカバーし、ニューヨークでトップ50に達した。1972年のシングル「Love Love Love」は全英チャートで32位となった。
1970年の『Love Games』以来、35年ぶりとなるアルバム『That's All I Wanna Know』を2005年に発表。2008年10月には、日本の大阪と東京でツアーを行った。

### 死去
2010年に72歳で亡くなるまで、故郷のナッシュビルで暮らした。2010年8月3日、ナッシュビルのトライスター・センテニアル・メディカルセンターで治療中に肺癌で死去。ナッシュビルのスプリングヒル・セメタリーに埋葬されている。

## ディスコグラフィ

### アルバム
- 『サニー』 - Sunny (1966年) ※全米 103位[8]、R&B 21位
- Love Games (1970年)
- That's All I Wanna Know (2005年)

### シングル
- "Night Train to Memphis" (1960年)
- "Feel So Good" (1961年)
- "Atlanta G A." (1961年)
- 「サニー」 - "Sunny" (1966年)
- "I Love Mary" (1966年)
- "Betty Jo from Ohio" (1966年)
- "A Satisfied Mind" (1966年)
- 「ラブ・ミー」 - "Love Me" (1966年)
- "Ooh La La" (1967年)
- 「君のすべてに恋してる/サム・カインド・オブ・マジック」 - "Some Kind of Magic" / "I Love Everything About You" (1967年) ※日本盤はAB面が逆
- "Everything is Coming Up Roses" (1967年)
- "You Want to Change Me" (1968年)
- "I Was a Boy When You Needed a Man" (1972年)
- "Love Love Love" (1972年)
- "Evil Woman" (1974年)
- "Proud Soul Heritage" (1975年)
- "Sunny '76" (1975年)
- "Sunny" (featuring Astrid North) (2005年)

## 「サニー」をカバーした人たち
- 稲垣潤一 - アルバム『稲垣潤一』収録
- 弘田三枝子 - アルバム『ミコ、R&Bを歌う』収録
- 岩崎宏美 - アルバム『新しい愛の出発〜ラブ・コンサート・パート1〜』収録
- 奥田民生 - アルバム『30』収録（シークレットトラック）
- 鈴木雅之 - カバー・アルバム『Soul Legend』収録
- 鈴木聖美
- 長山洋子 - アルバム『ヴィーナス』収録
- 原田知世 - アルバム「Summer breeze」収録
- 小野リサ - アルバム「DANCING BOSSA」収録
- 藤井風 - 『へでもねーよEP』（2020年）収録
- ボニーM
- シェール
- ダスティ・スプリングフィールド
- エレクトリック・フラッグ
- エラ・フィッツジェラルド
- ビリー・アイリッシュ
- フォー・トップス
- フランク・シナトラ&デューク・エリントン
- フランキー・ヴァリ ‒ 2回カバー。
- ホセ・フェリシアーノ
- ジョージィ・フェイム
- ジェームズ・ブラウン
- ジャミロクワイ
- ジョニー・リヴァース
- レナード・ニモイ
- レス・マッキャン
- ミュージック ‒ 「Just Friends (Sunny)」のタイトルで。全米31位を記録[3]
- オスカー・ピーターソン
- スティーヴィー・ワンダー
- フォー・シーズンズ
- ウェス・モンゴメリー
- ウィルソン・ピケット
- 勝新太郎
- 咲妃みゆ（宝塚歌劇団 雪組「La Esmeralda」にて）
- ポール・モーリア 「Love Is Blue (L'Amour Est Bleu) / Sunny」1967年 Philips - 40495
- AJICO
- ザ・ベンチャーズ
- アン・バートン